# Премия «Золотой глобус» за лучшую женскую роль в телевизионном сериале — комедия или мюзикл
Премия «Золотой глобус» за лучшую женскую роль в телевизионном комедийном сериале вручается Голливудской ассоциацией иностранной прессы с 1970 года. Награда за роли на телевидении вручалась с 1962 года, и первоначально категория носила название «Лучшая телевизионная актриса». С 1970 года было введено разграничение по жанрам: «Лучшая женская роль в телевизионном телесериале — драма» и «Лучшая женская роль в телевизионном телесериале — мюзикл или комедия».
Ниже приведён полный список победителей и номинантов.  Имена победителей выделены отдельным цветом. 

## 1970—1980
| Год  | Церемония | Фотографии лауреатов                                                        | Лауреаты и номинанты                                           | Лауреаты и номинанты                                           |
| ---- | --------- | --------------------------------------------------------------------------- | -------------------------------------------------------------- | -------------------------------------------------------------- |
| 1970 | 27-я      |                                                                             | • Кэрол Бёрнетт — «Шоу Кэрол Бёрнетт» за разные роли           |                                                                |
| 1970 | 27-я      | • Джули Соммарс — «Губернатор и Джей Джей» за роль Дженнифер Джо            |                                                                |                                                                |
| 1970 | 27-я      | • Дайан Кэрролл — «Джулия» за роль Джулии Бейкер                            |                                                                |                                                                |
| 1970 | 27-я      | • Барбара Иден — «Я мечтаю о Джинни» за роль Джинни                         |                                                                |                                                                |
| 1970 | 27-я      | • Люсиль Болл — «Вот — Люси» за роль Люси Картер                            |                                                                |                                                                |
| 1970 | 27-я      | • Дебби Рейнолдс — «Шоу Дебби Рейнолдс» за роль Дебби Томпсон               |                                                                |                                                                |
| 1971 | 28-я      |                                                                             | • Мэри Тайлер Мур — «Шоу Мэри Тайлер Мур» за роль Мэри Ричардс | • Мэри Тайлер Мур — «Шоу Мэри Тайлер Мур» за роль Мэри Ричардс |
| 1971 | 28-я      | • Кэрол Бёрнетт — «Шоу Кэрол Бёрнетт» за разные роли                        |                                                                |                                                                |
| 1971 | 28-я      | • Ширли Джонс — «Семья Партриджей» за роль Ширли Партридж                   |                                                                |                                                                |
| 1971 | 28-я      | • Джульет Миллс — «Няня и профессор» за роль Фиби Фигалилли                 |                                                                |                                                                |
| 1971 | 28-я      | • Элизабет Монтгомери — «Моя жена меня приворожила» за роль Саманты Стивенс |                                                                |                                                                |
| 1972 | 29-я      |                                                                             | • Кэрол Бёрнетт — «Шоу Кэрол Бёрнетт» за разные роли           | • Кэрол Бёрнетт — «Шоу Кэрол Бёрнетт» за разные роли           |
| 1972 | 29-я      | • Люсиль Болл — «Вот — Люси» за роль Люси Картер                            |                                                                |                                                                |
| 1972 | 29-я      | • Ширли Джонс — «Семья Партриджей» за роль Ширли Партридж                   |                                                                |                                                                |
| 1972 | 29-я      | • Джин Стэплтон — «Все в семье» за роль Эдит Банкер                         |                                                                |                                                                |
| 1972 | 29-я      | • Мэри Тайлер Мур — «Шоу Мэри Тайлер Мур» за роль Мэри Ричардс              |                                                                |                                                                |
| 1973 | 30-я      |                                                                             | • Джин Стэплтон — «Все в семье» за роль Эдит Банкер            | • Джин Стэплтон — «Все в семье» за роль Эдит Банкер            |
| 1973 | 30-я      | • Беатрис Артур — «Мод» за роль Мод Файндли                                 |                                                                |                                                                |
| 1973 | 30-я      | • Джули Эндрюс — «Час Джули Эндрюс» за разные роли                          |                                                                |                                                                |
| 1973 | 30-я      | • Кэрол Бёрнетт — «Шоу Кэрол Бёрнетт» за разные роли                        |                                                                |                                                                |
| 1973 | 30-я      | • Мэри Тайлер Мур — «Шоу Мэри Тайлер Мур» за роль Мэри Ричардс              |                                                                |                                                                |
| 1974 | 31-я      | • Джин Стэплтон — «Все в семье» за роль Эдит Банкер                         |                                                                |                                                                |
| 1974 | 31-я      | • Шер — «Час комедии с Сонни и Шер» за роль самой себя                      |                                                                |                                                                |
| 1974 | 31-я      | • Беатрис Артур — «Мод» за роль Мод Файндли                                 |                                                                |                                                                |
| 1974 | 31-я      | • Кэрол Бёрнетт — «Шоу Кэрол Бёрнетт» за разные роли                        |                                                                |                                                                |
| 1974 | 31-я      | • Мэри Тайлер Мур — «Шоу Мэри Тайлер Мур» за роль Мэри Ричардс              |                                                                |                                                                |
| 1975 | 32-я      |                                                                             | • Валери Харпер — «Рода» за роль Роды Моргенстерн              | • Валери Харпер — «Рода» за роль Роды Моргенстерн              |
| 1975 | 32-я      | • Эстер Ролли — «Добрые времена» за роль Флориды Эванс                      |                                                                |                                                                |
| 1975 | 32-я      | • Джин Стэплтон — «Все в семье» за роль Эдит Банкер                         |                                                                |                                                                |
| 1975 | 32-я      | • Кэрол Бёрнетт — «Шоу Кэрол Бёрнетт» за разные роли                        |                                                                |                                                                |
| 1975 | 32-я      | • Мэри Тайлер Мур — «Шоу Мэри Тайлер Мур» за роль Мэри Ричардс              |                                                                |                                                                |
| 1976 | 33-я      |                                                                             | • Клорис Личмен — «Филлис» за роль Филлис Линдстром            | • Клорис Личмен — «Филлис» за роль Филлис Линдстром            |
| 1976 | 33-я      | • Беатрис Артур — «Мод» за роль Мод Файндли                                 |                                                                |                                                                |
| 1976 | 33-я      | • Валери Харпер — «Рода» за роль Роды Моргенстерн                           |                                                                |                                                                |
| 1976 | 33-я      | • Кэрол Бёрнетт — «Шоу Кэрол Бёрнетт» за разные роли                        |                                                                |                                                                |
| 1976 | 33-я      | • Мэри Тайлер Мур — «Шоу Мэри Тайлер Мур» за роль Мэри Ричардс              |                                                                |                                                                |
| 1977 | 34-я      |                                                                             | • Кэрол Бёрнетт — «Шоу Кэрол Бёрнетт» за разные роли           | • Кэрол Бёрнетт — «Шоу Кэрол Бёрнетт» за разные роли           |
| 1977 | 34-я      | • Дина Шор — «Дина!» за роль самой себя                                     |                                                                |                                                                |
| 1977 | 34-я      | • Бернадетт Питерс — «Все средства хороши» за роль Шарлотты Дрейк           |                                                                |                                                                |
| 1977 | 34-я      | • Изабель Санфорд — «Джефферсоны» за роль Луизы Джефферсон                  |                                                                |                                                                |
| 1977 | 34-я      | • Мэри Тайлер Мур — «Шоу Мэри Тайлер Мур» за роль Мэри Ричардс              |                                                                |                                                                |
| 1978 | 35-я      | • Кэрол Бёрнетт — «Шоу Кэрол Бёрнетт» за разные роли                        | • Кэрол Бёрнетт — «Шоу Кэрол Бёрнетт» за разные роли           |                                                                |
| 1978 | 35-я      | • Беатрис Артур — «Мод» за роль Мод Файндли                                 |                                                                |                                                                |
| 1978 | 35-я      | • Джин Стэплтон — «Все в семье» за роль Эдит Банкер                         |                                                                |                                                                |
| 1978 | 35-я      | • Синди Уильямс — «Лаверна и Ширли» за роль Ширли Фини                      |                                                                |                                                                |
| 1978 | 35-я      | • Пенни Маршалл — «Лаверна и Ширли» за роль Лаверны Ди Фазио                |                                                                |                                                                |
| 1978 | 35-я      | • Изабель Санфорд — «Джефферсоны» за роль Луизы Джефферсон                  |                                                                |                                                                |
| 1979 | 36-я      |                                                                             | • Линда Лавин — «Элис» за роль Элис Хайатт                     | • Линда Лавин — «Элис» за роль Элис Хайатт                     |
| 1979 | 36-я      | • Джин Стэплтон — «Все в семье» за роль Эдит Банкер                         |                                                                |                                                                |
| 1979 | 36-я      | • Кэрол Бёрнетт — «Шоу Кэрол Бёрнетт» за разные роли                        |                                                                |                                                                |
| 1979 | 36-я      | • Сьюзан Сомерс — «Трое — это компания» за роль Крисси Сноу                 |                                                                |                                                                |
| 1979 | 36-я      | • Пенни Маршалл — «Лаверна и Ширли» за роль Лаверны Ди Фазио                |                                                                |                                                                |
| 1980 | 37-я      | • Линда Лавин — «Элис» за роль Элис Хайатт                                  | • Линда Лавин — «Элис» за роль Элис Хайатт                     |                                                                |
| 1980 | 37-я      | • Донна Пескоу — «Энджи» за роль Энджи Фалко                                |                                                                |                                                                |
| 1980 | 37-я      | • Джин Стэплтон — «Все в семье» за роль Эдит Банкер                         |                                                                |                                                                |
| 1980 | 37-я      | • Пенни Маршалл — «Лаверна и Ширли» за роль Лаверны Ди Фазио                |                                                                |                                                                |
| 1980 | 37-я      | • Лоретта Свит — «МЭШ» за роль Маргарет Халиган                             |                                                                |                                                                |

## 1981—1990
| Год  | Церемония | Фотографии лауреатов                                                         | Лауреаты и номинанты                                                       | Лауреаты и номинанты                                      |
| ---- | --------- | ---------------------------------------------------------------------------- | -------------------------------------------------------------------------- | --------------------------------------------------------- |
| 1981 | 38-я      |                                                                              | • Кэтрин Хелмонд — «Мыло» за роль Джессики Тэйт                            | • Кэтрин Хелмонд — «Мыло» за роль Джессики Тэйт           |
| 1981 | 38-я      | • Линда Лавин — «Элис» за роль Элис Хайатт                                   |                                                                            |                                                           |
| 1981 | 38-я      | • Полли Холлидей — «Фло» за роль Фло Каслберри                               |                                                                            |                                                           |
| 1981 | 38-я      | • Линн Редгрейв — «Вызов на дом» за роль Энн Аткинсон                        |                                                                            |                                                           |
| 1981 | 38-я      | • Лони Андерсон — «Радио Цинциннати» за роль Дженнифер Марлоу                |                                                                            |                                                           |
| 1982 | 39-я      |                                                                              | • Айлин Бреннан — «Рядовой Бенджамин» за роль Дорин Льюис                  | • Айлин Бреннан — «Рядовой Бенджамин» за роль Дорин Льюис |
| 1982 | 39-я      | • Бонни Франклин — «Однажды за один раз» за роль Энн Романо                  |                                                                            |                                                           |
| 1982 | 39-я      | • Лони Андерсон — «Радио Цинциннати» за роль Дженнифер Марлоу                |                                                                            |                                                           |
| 1982 | 39-я      | • Барбара Мандрелл — «Барбара Мандрелл и сёстры Мандрелл» за роль самой себя |                                                                            |                                                           |
| 1982 | 39-я      | • Лоретта Свит — «МЭШ» за роль Маргарет Халиган                              |                                                                            |                                                           |
| 1983 | 40-я      |                                                                              | • Дебби Аллен — «Слава» за роль Лидии Грант                                | • Дебби Аллен — «Слава» за роль Лидии Грант               |
| 1983 | 40-я      | • Рита Морено — «С 9 до 5» за роль Вайолет Ньюстид                           |                                                                            |                                                           |
| 1983 | 40-я      | • Нелл Картер — «Дай мне перерыв» за роль Нелл Харпер                        |                                                                            |                                                           |
| 1983 | 40-я      | • Айлин Бреннан — «Рядовой Бенджамин» за роль Дорин Льюис                    |                                                                            |                                                           |
| 1983 | 40-я      | • Изабель Сэнфорд — «Джефферсоны» за роль Луизы Джефферсон                   |                                                                            |                                                           |
| 1983 | 40-я      | • Бонни Франклин — «Однажды за один раз» за роль Энн Романо                  |                                                                            |                                                           |
| 1984 | 41-я      |                                                                              | • Джоанна Кэссиди — «Буффало Билл» за роль Джоджо Уайт                     | • Джоанна Кэссиди — «Буффало Билл» за роль Джоджо Уайт    |
| 1984 | 41-я      | • Дебби Аллен — «Слава» за роль Лидии Грант                                  |                                                                            |                                                           |
| 1984 | 41-я      | • Мэдлин Кан — «О, Мэдлин» за роль Мэдлин Уэйн                               |                                                                            |                                                           |
| 1984 | 41-я      | • Шелли Лонг — «Весёлая компания» за роль Дайан Чемберс                      |                                                                            |                                                           |
| 1984 | 41-я      | • Изабель Сэнфорд — «Джефферсоны» за роль Луизы Джефферсон                   |                                                                            |                                                           |
| 1985 | 42-я      |                                                                              | • Шелли Лонг — «Весёлая компания» за роль Дайан Чемберс                    | • Шелли Лонг — «Весёлая компания» за роль Дайан Чемберс   |
| 1985 | 42-я      | • Дебби Аллен — «Слава» за роль Лидии Грант                                  |                                                                            |                                                           |
| 1985 | 42-я      | • Сьюзан Кларк — «Вебстер» за роль Кэтрин Пападаполис                        |                                                                            |                                                           |
| 1985 | 42-я      | • Джейн Куртин — «Кейт и Элли» за роль Элли Лоуэлл                           |                                                                            |                                                           |
| 1985 | 42-я      | • Нелл Картер — «Дай мне перерыв» за роль Нелл Харпер                        |                                                                            |                                                           |
| 1985 | 42-я      | • Изабель Сэнфорд — «Джефферсоны» за роль Луизы Джефферсон                   |                                                                            |                                                           |
| 1986 | 43-я      |                                                                              | • Сибилл Шеперд — «Детективное агентство „Лунный свет“» за роль Мэдди Хэйс |                                                           |
| 1986 | 43-я      | • Эстель Гетти — «Золотые девочки» за роль Софии Петрилло                    |                                                                            |                                                           |
| 1986 | 43-я      | • Бетти Уайт — «Золотые девочки» за роль Роуз Найланд                        |                                                                            |                                                           |
| 1986 | 43-я      | • Беатрис Артур — «Золотые девочки» за роль Дороти Зборнак                   |                                                                            |                                                           |
| 1986 | 43-я      | • Ру Макклэнахан — «Золотые девочки» за роль Бланш Деверо                    |                                                                            |                                                           |
| 1987 | 44-я      | • Сибилл Шеперд — «Детективное агентство „Лунный свет“» за роль Мэдди Хэйс   | • Сибилл Шеперд — «Детективное агентство „Лунный свет“» за роль Мэдди Хэйс |                                                           |
| 1987 | 44-я      | • Бетти Уайт — «Золотые девочки» за роль Роуз Найланд                        |                                                                            |                                                           |
| 1987 | 44-я      | • Беатрис Артур — «Золотые девочки» за роль Дороти Зборнак                   |                                                                            |                                                           |
| 1987 | 44-я      | • Эстель Гетти — «Золотые девочки» за роль Софии Петрилло                    |                                                                            |                                                           |
| 1987 | 44-я      | • Ру Макклэнахан — «Золотые девочки» за роль Бланш Деверо                    |                                                                            |                                                           |
| 1988 | 45-я      |                                                                              | • Трейси Ульман — «Шоу Трейси Ульман» за разные роли                       | • Трейси Ульман — «Шоу Трейси Ульман» за разные роли      |
| 1988 | 45-я      | • Беатрис Артур — «Золотые девочки» за роль Дороти Зборнак                   |                                                                            |                                                           |
| 1988 | 45-я      | • Бетти Уайт — «Золотые девочки» за роль Роуз Найланд                        |                                                                            |                                                           |
| 1988 | 45-я      | • Ру Макклэнахан — «Золотые девочки» за роль Бланш Деверо                    |                                                                            |                                                           |
| 1988 | 45-я      | • Сибилл Шеперд — «Детективное агентство „Лунный свет“» за роль Мэдди Хэйс   |                                                                            |                                                           |
| 1989 | 46-я      |                                                                              | • Кэндис Берген — «Мерфи Браун» за роль Мерфи Браун                        | • Кэндис Берген — «Мерфи Браун» за роль Мерфи Браун       |
| 1989 | 46-я      | • Розанна Барр — «Розанна» за роль Розанны Коннер                            |                                                                            |                                                           |
| 1989 | 46-я      | • Беатрис Артур — «Золотые девочки» за роль Дороти Зборнак                   |                                                                            |                                                           |
| 1989 | 46-я      | • Бетти Уайт — «Золотые девочки» за роль Роуз Найланд                        |                                                                            |                                                           |
| 1989 | 46-я      | • Трейси Ульман — «Шоу Трейси Ульман» за разные роли                         |                                                                            |                                                           |
| 1990 | 47-я      |                                                                              | • Джейми Ли Кёртис — «Только любовь» за роль Ханны Миллер                  | • Джейми Ли Кёртис — «Только любовь» за роль Ханны Миллер |
| 1990 | 47-я      | • Кёрсти Элли — «Весёлая компания» за роль Ребекки Хоу                       |                                                                            |                                                           |
| 1990 | 47-я      | • Кэндис Берген — «Мерфи Браун» за роль Мерфи Браун                          |                                                                            |                                                           |
| 1990 | 47-я      | • Трейси Ульман — «Шоу Трейси Ульман» за разные роли                         |                                                                            |                                                           |
| 1990 | 47-я      | • Стефани Бичем — «Сестра Кейт» за роль сестры Кейт Ламберт                  |                                                                            |                                                           |

## 1991—2000
| Год  | Церемония | Фотографии лауреатов                                                   | Лауреаты и номинанты                                                   |
| ---- | --------- | ---------------------------------------------------------------------- | ---------------------------------------------------------------------- |
| 1991 | 48-я      |                                                                        | • Кёрсти Элли — «Весёлая компания» за роль Ребекки Хоу                 |
| 1991 | 48-я      | • Кэти Сагал — «Женаты… с детьми» за роль Пегги Банди                  |                                                                        |
| 1991 | 48-я      | • Розанна Барр — «Розанна» за роль Розанны Коннер                      |                                                                        |
| 1991 | 48-я      | • Кэндис Берген — «Мерфи Браун» за роль Мерфи Браун                    |                                                                        |
| 1991 | 48-я      | • Кэрол Бёрнетт — «Кэрол и компания» за разные роли                    |                                                                        |
| 1992 | 49-я      |                                                                        | • Кэндис Берген — «Мерфи Браун» за роль Мерфи Браун                    |
| 1992 | 49-я      | • Кёрсти Элли — «Весёлая компания» за роль Ребекки Хоу                 |                                                                        |
| 1992 | 49-я      | • Кэти Сагал — «Женаты… с детьми» за роль Пегги Банди                  |                                                                        |
| 1992 | 49-я      | • Розанна Барр — «Розанна» за роль Розанны Коннер                      |                                                                        |
| 1992 | 49-я      | • Джейми Ли Кёртис — «Только любовь» за роль Ханны Миллер              |                                                                        |
| 1993 | 50-я      |                                                                        | • Розанна Барр — «Розанна» за роль Розанны Коннер                      |
| 1993 | 50-я      | • Кёрсти Элли — «Весёлая компания» за роль Ребекки Хоу                 |                                                                        |
| 1993 | 50-я      | • Кэти Сагал — «Женаты… с детьми» за роль Пегги Банди                  |                                                                        |
| 1993 | 50-я      | • Кэндис Берген — «Мерфи Браун» за роль Мерфи Браун                    |                                                                        |
| 1993 | 50-я      | • Хелен Хант — «Без ума от тебя» за роль Джейми Бакмен                 |                                                                        |
| 1994 | 51-я      |                                                                        | • Хелен Хант — «Без ума от тебя» за роль Джейми Бакмен                 |
| 1994 | 51-я      | • Кэти Сагал — «Женаты… с детьми» за роль Пегги Банди                  |                                                                        |
| 1994 | 51-я      | • Розанна Барр — «Розанна» за роль Розанны Коннер                      |                                                                        |
| 1994 | 51-я      | • Кэндис Берген — «Мерфи Браун» за роль Мерфи Браун                    |                                                                        |
| 1994 | 51-я      | • Патриция Ричардсон — «Большой ремонт» за роль Джилл Тэйлор           |                                                                        |
| 1995 | 52-я      | • Хелен Хант — «Без ума от тебя» за роль Джейми Бакмен                 |                                                                        |
| 1995 | 52-я      | • Бретт Батлер — «Грейс в огне» за роль Грейс Келли                    |                                                                        |
| 1995 | 52-я      | • Эллен Дедженерес — «Эллен» за роль Эллен Морган                      |                                                                        |
| 1995 | 52-я      | • Кэндис Берген — «Мерфи Браун» за роль Мерфи Браун                    |                                                                        |
| 1995 | 52-я      | • Патриция Ричардсон — «Большой ремонт» за роль Джилл Тэйлор           |                                                                        |
| 1996 | 53-я      |                                                                        | • Сибилл Шеперд — «Сибилл» за роль Сибилл Шеридан                      |
| 1996 | 53-я      | • Фрэн Дрешер — «Няня» за роль Фрэн Файн                               |                                                                        |
| 1996 | 53-я      | • Эллен Дедженерес — «Эллен» за роль Эллен Морган                      |                                                                        |
| 1996 | 53-я      | • Кэндис Берген — «Мерфи Браун» за роль Мерфи Браун                    |                                                                        |
| 1996 | 53-я      | • Хелен Хант — «Без ума от тебя» за роль Джейми Бакмен                 |                                                                        |
| 1997 | 54-я      |                                                                        | • Хелен Хант — «Без ума от тебя» за роль Джейми Бакмен                 |
| 1997 | 54-я      | • Фрэн Дрешер — «Няня» за роль Фрэн Файн                               |                                                                        |
| 1997 | 54-я      | • Бретт Батлер — «Грейс в огне» за роль Грейс Келли                    |                                                                        |
| 1997 | 54-я      | • Сибилл Шеперд — «Сибилл» за роль Сибилл Шеридан                      |                                                                        |
| 1997 | 54-я      | • Трейси Ульман — «Трейси принимает вызов» за разные роли              |                                                                        |
| 1997 | 54-я      | • Брук Шилдс — «Непредсказуемая Сьюзан» за роль Сьюзан Кин             |                                                                        |
| 1998 | 55-я      |                                                                        | • Калиста Флокхарт — «Элли Макбил» за роль Элли Макбил                 |
| 1998 | 55-я      | • Эллен Дедженерес — «Эллен» за роль Эллен Морган                      |                                                                        |
| 1998 | 55-я      | • Хелен Хант — «Без ума от тебя» за роль Джейми Бакмен                 |                                                                        |
| 1998 | 55-я      | • Дженна Элфман — «Дарма и Грег» за роль Дармы Монтгомери              |                                                                        |
| 1998 | 55-я      | • Кёрсти Элли — «Салон Вероники» за роль Вероники Чейз                 |                                                                        |
| 1998 | 55-я      | • Брук Шилдс — «Непредсказуемая Сьюзан» за роль Сьюзан Кин             |                                                                        |
| 1999 | 56-я      |                                                                        | • Дженна Элфман — «Дарма и Грег» за роль Дармы Монтгомери              |
| 1999 | 56-я      | • Калиста Флокхарт — «Элли Макбил» за роль Элли Макбил                 |                                                                        |
| 1999 | 56-я      | • Кристина Эпплгейт — «Джесси» за роль Джесси Уорнер                   |                                                                        |
| 1999 | 56-я      | • Лора Сан Джакомо — «Журнал мод» за роль Майи Галло                   |                                                                        |
| 1999 | 56-я      | • Сара Джессика Паркер — «Секс в большом городе» за роль Кэрри Брэдшоу |                                                                        |
| 2000 | 57-я      |                                                                        | • Сара Джессика Паркер — «Секс в большом городе» за роль Кэрри Брэдшоу |
| 2000 | 57-я      | • Дебра Мессинг — «Уилл и Грейс» за роль Грейс Адлер                   |                                                                        |
| 2000 | 57-я      | • Калиста Флокхарт — «Элли Макбил» за роль Элли Макбил                 |                                                                        |
| 2000 | 57-я      | • Хизер Локлир — «Спин-Сити» за роль Кейтлин Мур                       |                                                                        |
| 2000 | 57-я      | • Дженна Элфман — «Дарма и Грег» за роль Дармы Монтгомери              |                                                                        |
| 2000 | 57-я      | • Фелисити Хаффман — «Ночь спорта» за роль Даны Уитакер                |                                                                        |

## 2001—2010
| Год  | Церемония | Фотографии лауреатов                                                               | Лауреаты и номинанты                                                   |
| ---- | --------- | ---------------------------------------------------------------------------------- | ---------------------------------------------------------------------- |
| 2001 | 58-я      |                                                                                    | • Сара Джессика Паркер — «Секс в большом городе» за роль Кэрри Брэдшоу |
| 2001 | 58-я      | • Бетт Мидлер — «Бетт» за роль Бетт                                                |                                                                        |
| 2001 | 58-я      | • Дебра Мессинг — «Уилл и Грейс» за роль Грейс Адлер                               |                                                                        |
| 2001 | 58-я      | • Калиста Флокхарт — «Элли Макбил» за роль Элли Макбил                             |                                                                        |
| 2001 | 58-я      | • Джейн Качмарек — «Малкольм в центре внимания» за роль Лоис                       |                                                                        |
| 2002 | 59-я      | • Сара Джессика Паркер — «Секс в большом городе» за роль Кэрри Брэдшоу             |                                                                        |
| 2002 | 59-я      | • Дебра Мессинг — «Уилл и Грейс» за роль Грейс Адлер                               |                                                                        |
| 2002 | 59-я      | • Хизер Локлир — «Спин-Сити» за роль Кейтлин Мур                                   |                                                                        |
| 2002 | 59-я      | • Калиста Флокхарт — «Элли Макбил» за роль Элли Макбил                             |                                                                        |
| 2002 | 59-я      | • Джейн Качмарек — «Малкольм в центре внимания» за роль Лоис                       |                                                                        |
| 2003 | 60-я      |                                                                                    | • Дженнифер Энистон — «Друзья» за роль Рэйчел Грин                     |
| 2003 | 60-я      | • Дебра Мессинг — «Уилл и Грейс» за роль Грейс Адлер                               |                                                                        |
| 2003 | 60-я      | • Бонни Хант — «Жизнь с Бонни» за роль Бонни Моллой                                |                                                                        |
| 2003 | 60-я      | • Джейн Качмарек — «Малкольм в центре внимания» за роль Лоис                       |                                                                        |
| 2003 | 60-я      | • Сара Джессика Паркер — «Секс в большом городе» за роль Кэрри Брэдшоу             |                                                                        |
| 2004 | 61-я      |                                                                                    | • Сара Джессика Паркер — «Секс в большом городе» за роль Кэрри Брэдшоу |
| 2004 | 61-я      | • Битти Шрэм — «Детектив Монк» за роль Шароны Флеминг                              |                                                                        |
| 2004 | 61-я      | • Дебра Мессинг — «Уилл и Грейс» за роль Грейс Адлер                               |                                                                        |
| 2004 | 61-я      | • Бонни Хант — «Жизнь с Бонни» за роль Бонни Моллой                                |                                                                        |
| 2004 | 61-я      | • Риба Макинтайр — «Риба» за роль Рибы Нелл Харт                                   |                                                                        |
| 2004 | 61-я      | • Алисия Сильверстоун — «Сваха» за роль Кейт Фокс                                  |                                                                        |
| 2005 | 62-я      |                                                                                    | • Тери Хэтчер — «Отчаянные домохозяйки» за роль Сьюзан Майер           |
| 2005 | 62-я      | • Дебра Мессинг — «Уилл и Грейс» за роль Грейс Адлер                               |                                                                        |
| 2005 | 62-я      | • Марсия Кросс — «Отчаянные домохозяйки» за роль Бри Ван де Камп                   |                                                                        |
| 2005 | 62-я      | • Фелисити Хаффман — «Отчаянные домохозяйки» за роль Линетт Скаво                  |                                                                        |
| 2005 | 62-я      | • Сара Джессика Паркер — «Секс в большом городе» за роль Кэрри Брэдшоу             |                                                                        |
| 2006 | 63-я      |                                                                                    | • Мэри-Луиз Паркер — «Дурман» за роль Нэнси Ботвин                     |
| 2006 | 63-я      | • Марсия Кросс — «Отчаянные домохозяйки» за роль Бри Ван де Камп                   |                                                                        |
| 2006 | 63-я      | • Тери Хэтчер — «Отчаянные домохозяйки» за роль Сьюзан Майер                       |                                                                        |
| 2006 | 63-я      | • Фелисити Хаффман — «Отчаянные домохозяйки» за роль Линетт Скаво                  |                                                                        |
| 2006 | 63-я      | • Ева Лонгориа — «Отчаянные домохозяйки» за роль Габриэль Солис                    |                                                                        |
| 2007 | 64-я      |                                                                                    | • Америка Феррера — «Дурнушка» за роль Бетти Суарес                    |
| 2007 | 64-я      | • Мэри-Луиз Паркер — «Дурман» за роль Нэнси Ботвин                                 |                                                                        |
| 2007 | 64-я      | • Марсия Кросс — «Отчаянные домохозяйки» за роль Бри Ван де Камп                   |                                                                        |
| 2007 | 64-я      | • Фелисити Хаффман — «Отчаянные домохозяйки» за роль Линетт Скаво                  |                                                                        |
| 2007 | 64-я      | • Джулия Луи-Дрейфус — «Новые приключения старой Кристин» за роль Кристин Кэмпбелл |                                                                        |
| 2008 | 65-я      |                                                                                    | • Тина Фей — «Студия 30» за роль Лиз Лемон                             |
| 2008 | 65-я      | • Америка Феррера — «Дурнушка» за роль Бетти Суарес                                |                                                                        |
| 2008 | 65-я      | • Мэри-Луиз Паркер — «Дурман» за роль Нэнси Ботвин                                 |                                                                        |
| 2008 | 65-я      | • Анна Фрил — «Мёртвые до востребования» за роль Шарлотты Чарльз                   |                                                                        |
| 2008 | 65-я      | • Кристина Эпплгейт — «Кто такая Саманта?» за роль Саманты Ньюли                   |                                                                        |
| 2009 | 66-я      | • Тина Фей — «Студия 30» за роль Лиз Лемон                                         |                                                                        |
| 2009 | 66-я      | • Америка Феррера — «Дурнушка» за роль Бетти Суарес                                |                                                                        |
| 2009 | 66-я      | • Мэри-Луиз Паркер — «Дурман» за роль Нэнси Ботвин                                 |                                                                        |
| 2009 | 66-я      | • Дебра Мессинг — «Развод по-голливудски» за роль Молли Каган                      |                                                                        |
| 2009 | 66-я      | • Кристина Эпплгейт — «Кто такая Саманта?» за роль Саманты Ньюли                   |                                                                        |
| 2010 | 67-я      |                                                                                    | • Тони Коллетт — «Такая разная Тара» за роль Тары Грегсон              |
| 2010 | 67-я      | • Тина Фей — «Студия 30» за роль Лиз Лемон                                         |                                                                        |
| 2010 | 67-я      | • Лиа Мишель — «Хор» за роль Рейчел Берри                                          |                                                                        |
| 2010 | 67-я      | • Эди Фалко — «Сестра Джеки» за роль Джеки Пейтон                                  |                                                                        |
| 2010 | 67-я      | • Кортни Кокс — «Город хищниц» за роль Джулс Кобб                                  |                                                                        |

## 2011—2020
| Год  | Церемония | Фотографии лауреатов                                                             | Лауреаты и номинанты                                                           |
| ---- | --------- | -------------------------------------------------------------------------------- | ------------------------------------------------------------------------------ |
| 2011 | 68-я      |                                                                                  | • Лора Линни — «Эта страшная буква „Р“» за роль Кэти Джемисон                  |
| 2011 | 68-я      | • Тони Коллетт — «Такая разная Тара» за роль Тары Грегсон                        |                                                                                |
| 2011 | 68-я      | • Лиа Мишель — «Хор» за роль Рейчел Берри                                        |                                                                                |
| 2011 | 68-я      | • Эди Фалко — «Сестра Джеки» за роль Джеки Пейтон                                |                                                                                |
| 2011 | 68-я      | • Тина Фей — «Студия 30» за роль Лиз Лемон                                       |                                                                                |
| 2012 | 69-я      |                                                                                  | • Лора Дерн — «Просветлённая» за роль Эми Джеллико                             |
| 2012 | 69-я      | • Зоуи Дешанель — «Новенькая» за роль Джессики Дэй                               |                                                                                |
| 2012 | 69-я      | • Лора Линни — «Эта страшная буква „Р“» за роль Кэти Джемисон                    |                                                                                |
| 2012 | 69-я      | • Эми Полер — «Парки и зоны отдыха» за роль Лесли Ноуп                           |                                                                                |
| 2012 | 69-я      | • Тина Фей — «Студия 30» за роль Лиз Лемон                                       |                                                                                |
| 2013 | 70-я      |                                                                                  | • Лина Данэм — «Девчонки» за роль Ханны Хорват                                 |
| 2013 | 70-я      | • Зоуи Дешанель — «Новенькая» за роль Джессики Дэй                               |                                                                                |
| 2013 | 70-я      | • Джулия Луи-Дрейфус — «Вице-президент» за роль вице-президента Селины Мейер     |                                                                                |
| 2013 | 70-я      | • Эми Полер — «Парки и зоны отдыха» за роль Лесли Ноуп                           |                                                                                |
| 2013 | 70-я      | • Тина Фей — «Студия 30» за роль Лиз Лемон                                       |                                                                                |
| 2014 | 71-я      |                                                                                  | • Эми Полер — «Парки и зоны отдыха» за роль Лесли Ноуп                         |
| 2014 | 71-я      | • Лина Данэм — «Девчонки» за роль Ханны Хорват                                   |                                                                                |
| 2014 | 71-я      | • Зоуи Дешанель — «Новенькая» за роль Джессики «Джесс» Дэй                       |                                                                                |
| 2014 | 71-я      | • Джулия Луи-Дрейфус — «Вице-президент» за роль вице-президента Селины Майер     |                                                                                |
| 2014 | 71-я      | • Эди Фалко — «Сестра Джеки» за роль Джеки Пейтон                                |                                                                                |
| 2015 | 72-я      |                                                                                  | • Джина Родригес — «Девственница Джейн» за роль Джейн Виллануэвы               |
| 2015 | 72-я      | • Лина Данэм — «Девчонки» за роль Ханны Хорват                                   |                                                                                |
| 2015 | 72-я      | • Джулия Луи-Дрейфус — «Вице-президент» за роль вице-президента Селины Майер     |                                                                                |
| 2015 | 72-я      | • Эди Фалко — «Сестра Джеки» за роль Джеки Пейтон                                |                                                                                |
| 2015 | 72-я      | • Тейлор Шиллинг — «Оранжевый — хит сезона» за роль Пайпер Чепман                |                                                                                |
| 2016 | 73-я      |                                                                                  | • Рэйчел Блум — «Чокнутая бывшая» за роль Ребекки Банч                         |
| 2016 | 73-я      | • Джейми Ли Кёртис — «Королевы крика» за роль декана Кэти Манч                   |                                                                                |
| 2016 | 73-я      | • Джулия Луи-Дрейфус — «Вице-президент» за роль Селины Майер                     |                                                                                |
| 2016 | 73-я      | • Джина Родригес — «Девственница Джейн» за роль Джейн Виллануэвы                 |                                                                                |
| 2016 | 73-я      | • Лили Томлин — «Грейс и Фрэнки» за роль Фрэнки Бергстин                         |                                                                                |
| 2017 | 74-я      |                                                                                  | • Трейси Эллис Росс — «Черноватый» за роль Рейнбоу Джонсон                     |
| 2017 | 74-я      | • Рэйчел Блум — «Чокнутая бывшая» за роль Ребекки Банч                           |                                                                                |
| 2017 | 74-я      | • Джулия Луи-Дрейфус — «Вице-президент» за роль Селины Майер                     |                                                                                |
| 2017 | 74-я      | • Сара Джессика Паркер — «Развод» за роль Фрэнсис Дюфресн                        |                                                                                |
| 2017 | 74-я      | • Джина Родригес — «Девственница Джейн» за роль Джейн Виллануэвы                 |                                                                                |
| 2017 | 74-я      | • Исса Рэй — «Белая ворона» за роль Иссы Ди                                      |                                                                                |
| 2018 | 75-я      |                                                                                  | • Рэйчел Броснахэн — «Удивительная миссис Мейзел» за роль Мириам «Мидж» Мейзел |
| 2018 | 75-я      | • Элисон Бри — «Блеск» за роль Рут «Зои-разрушительницы» Уайлдер                 |                                                                                |
| 2018 | 75-я      | • Исса Рэй — «Белая ворона» за роль Иссы Ди                                      |                                                                                |
| 2018 | 75-я      | • Фрэнки Шоу — «SMILF» за роль Бриджитт                                          |                                                                                |
| 2018 | 75-я      | • Памела Эдлон — «Всё к лучшему» за роль Сэм Фокс                                |                                                                                |
| 2019 | 76-я      |                                                                                  | • Рэйчел Броснахэн — «Удивительная миссис Мейзел» за роль Мириам «Мидж» Мейзел |
| 2019 | 76-я      | • Кристен Белл — «В лучшем мире» за роль Элеанор Шеллстроп                       |                                                                                |
| 2019 | 76-я      | • Кэндис Берген — «Мерфи Браун» за роль Мерфи Браун                              |                                                                                |
| 2019 | 76-я      | • Элисон Бри — «Блеск» за роль Рут «Зои-разрушительницы» Уайлдер                 |                                                                                |
| 2019 | 76-я      | • Дебра Мессинг — «Уилл и Грейс» за роль Грейс Адлер                             |                                                                                |
| 2020 | 77-я      |                                                                                  | • Фиби Уоллер-Бридж — «Дрянь» за роль «Дряни»                                  |
| 2020 | 77-я      | • Рэйчел Броснахэн — «Удивительная миссис Мейзел» за роль Мириам «Мидж» Мейзел   |                                                                                |
| 2020 | 77-я      | • Кирстен Данст — «Как стать богом в центральной Флориде» за роль Кристал Стаббс |                                                                                |
| 2020 | 77-я      | • Наташа Лионн — «Матрёшка» за роль Нади Вулвоковой                              |                                                                                |
| 2020 | 77-я      | • Кристина Эпплгейт — «Мёртв для меня» за роль Джен Хардинг                      |                                                                                |

## 2021—2025
| Год  | Церемония | Фотографии лауреатов                                                           | Лауреаты и номинанты                                            |
| ---- | --------- | ------------------------------------------------------------------------------ | --------------------------------------------------------------- |
| 2021 | 78-я      |                                                                                | • Кэтрин О’Хара — «Шиттс Крик» за роль Мойры Роуз               |
| 2021 | 78-я      | • Лили Коллинз — «Эмили в Париже» за роль Эмили Купер                          |                                                                 |
| 2021 | 78-я      | • Кейли Куоко — «Бортпроводница» за роль Кэсси Боуден                          |                                                                 |
| 2021 | 78-я      | • Джейн Леви — «Необыкновенный плейлист Зои» за роль Зои Кларк                 |                                                                 |
| 2021 | 78-я      | • Эль Фэннинг — «Великая» за роль Екатерины II                                 |                                                                 |
| 2022 | 79-я      |                                                                                | • Джин Смарт — «Хитрости» за роль Деборы Вэнс                   |
| 2022 | 79-я      | • Ханна Айнбайндер — «Хитрости» за роль Авы Дэниелс                            |                                                                 |
| 2022 | 79-я      | • Трейси Эллис Росс — «Черноватый» за роль Рейнбоу Джонсон                     |                                                                 |
| 2022 | 79-я      | • Исса Рэй — «Белая ворона» за роль Иссы Ди                                    |                                                                 |
| 2022 | 79-я      | • Эль Фэннинг — «Великая» за роль Екатерины II                                 |                                                                 |
| 2023 | 80-я      |                                                                                | • Квинта Брансон — «Начальная школа Эбботт» за роль Джанин Тигс |
| 2023 | 80-я      | • Селена Гомес — «Убийства в одном здании» за роль Мэйбл Мора                  |                                                                 |
| 2023 | 80-я      | • Кейли Куоко — «Бортпроводница» за роль Кэсси Боуден                          |                                                                 |
| 2023 | 80-я      | • Дженна Ортега — «Уэнздей» за роль Уэнздей Аддамс                             |                                                                 |
| 2023 | 80-я      | • Джин Смарт — «Хитрости» за роль Деборы Вэнс                                  |                                                                 |
| 2024 | 81-я      |                                                                                | • Айо Эдебири — «Медведь» за роль Сидни Адаму                   |
| 2024 | 81-я      | • Квинта Брансон — «Начальная школа Эбботт» за роль Джанин Тигс                |                                                                 |
| 2024 | 81-я      | • Рэйчел Броснахэн — «Удивительная миссис Мейзел» за роль Мириам «Мидж» Мейзел |                                                                 |
| 2024 | 81-я      | • Селена Гомес — «Убийства в одном здании» за роль Мэйбл Мора                  |                                                                 |
| 2024 | 81-я      | • Наташа Лионн — «Покерфейс» за роль Чарли Кейл                                |                                                                 |
| 2024 | 81-я      | • Эль Фэннинг — «Великая» за роль Екатерины II                                 |                                                                 |
| 2025 | 82-я      |                                                                                | • Джин Смарт — «Хитрости» за роль Деборы Вэнс                   |
| 2025 | 82-я      | • Кристен Белл — «Никто этого не хочет» за роль Джоанн                         |                                                                 |
| 2025 | 82-я      | • Квинта Брансон — «Начальная школа Эбботт» за роль Джанин Тигс                |                                                                 |
| 2025 | 82-я      | • Селена Гомес — «Убийства в одном здании» за роль Мэйбл Мора                  |                                                                 |
| 2025 | 82-я      | • Кэтрин Хан — «Это всё Агата» за роль Агаты Харкнесс                          |                                                                 |
| 2025 | 82-я      | • Айо Эдебири — «Медведь» за роль Сидни Адаму                                  |                                                                 |